# Hirschberg (Rhein-Lahn-Kreis)

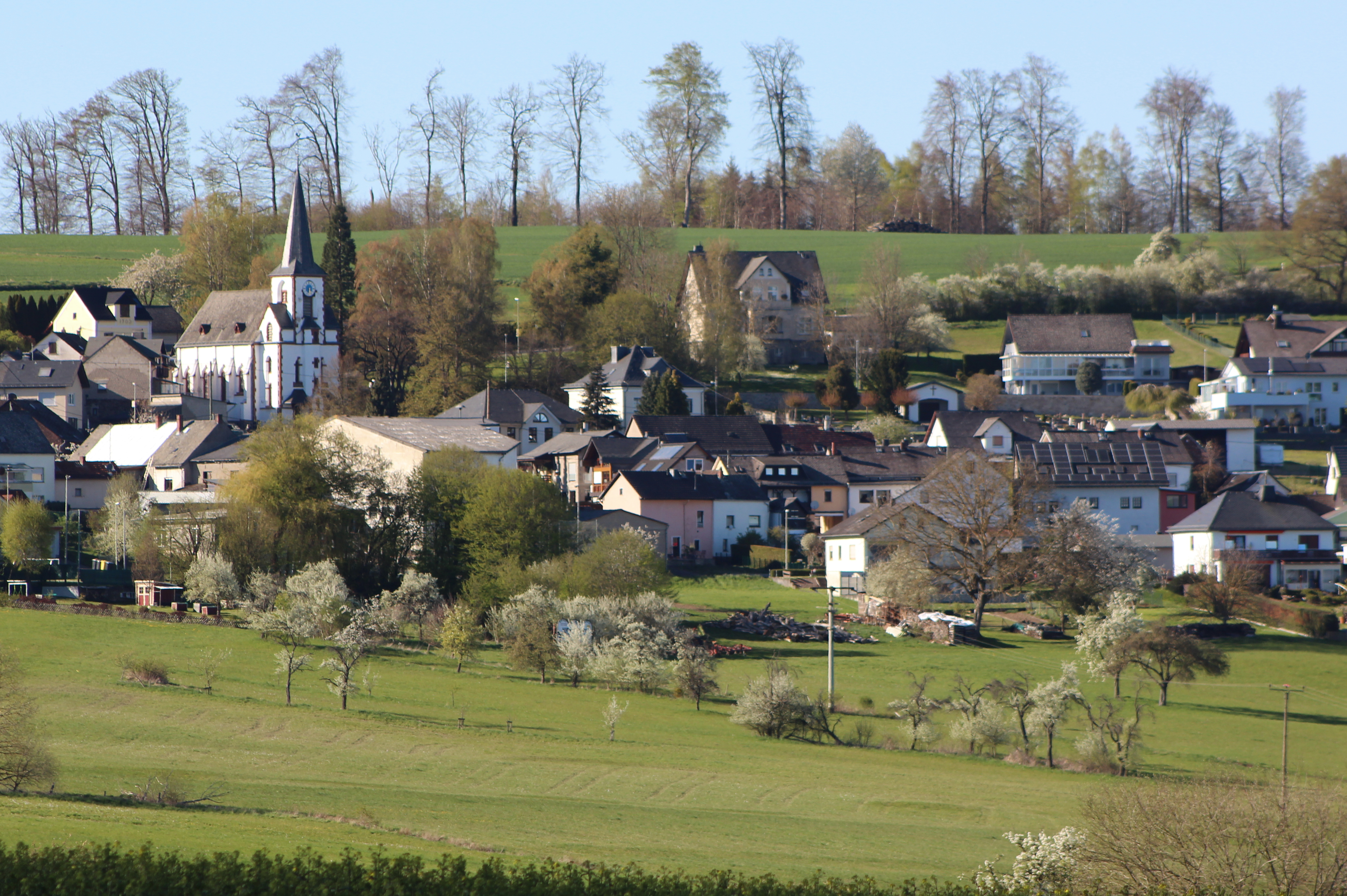
Ansicht von Hirschberg

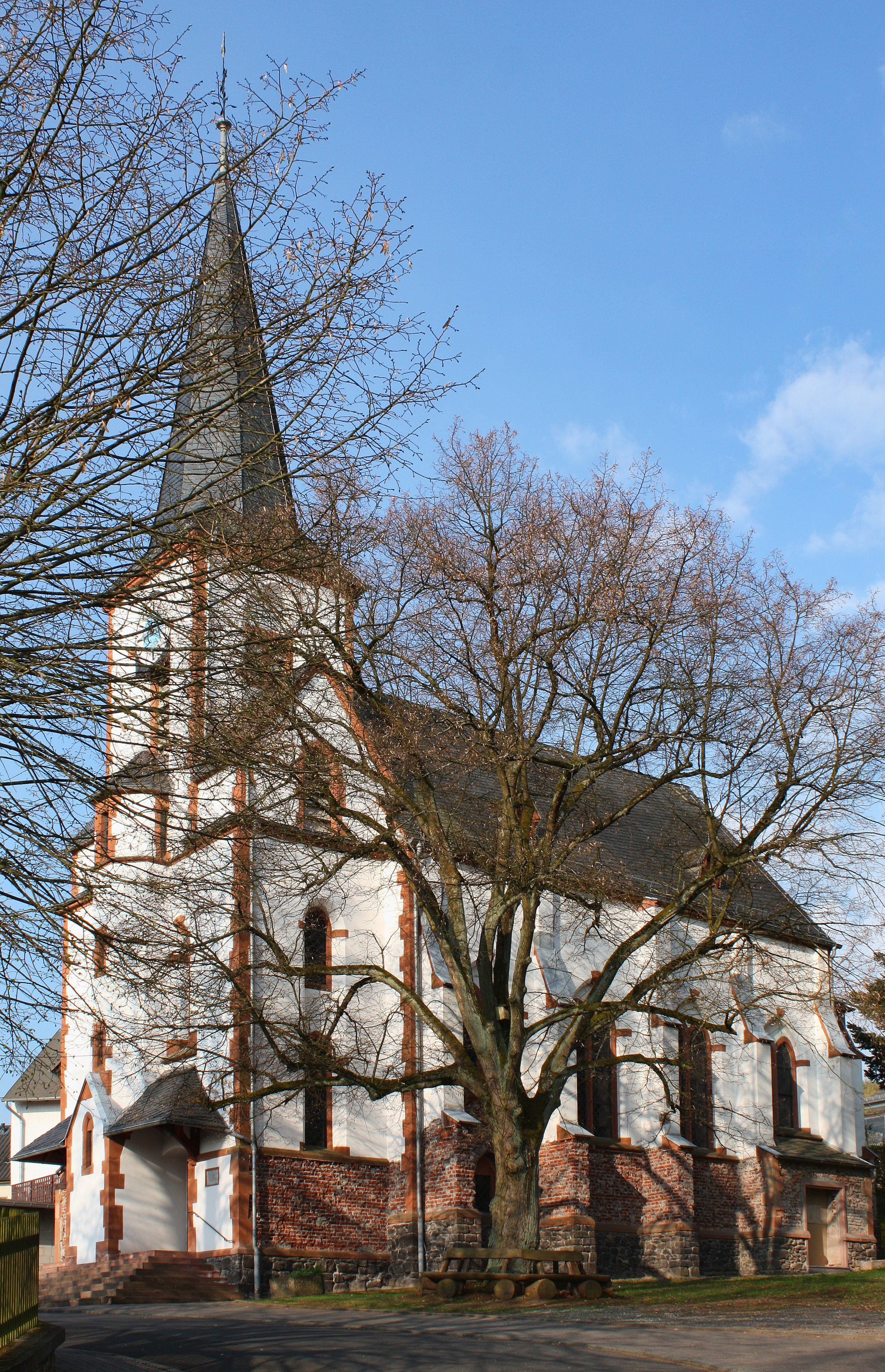
Ev. Kirche in Hirschberg

Hirschberg ist eine Ortsgemeinde im Rhein-Lahn-Kreis in Rheinland-Pfalz. Sie gehört der Verbandsgemeinde Diez an.

## Geographie
Hirschberg liegt 6 km westlich von Diez, 8 km westlich von Limburg an der Lahn und 9 km südlich von Montabaur im Westerwald. Das Gebiet der Ortsgemeinde Hirschberg gehört zur Esterau und zum Naturpark Nassau.
Auf dem Gebiet der Ortsgemeinde Hirschberg liegt der 444 m hohe Berg Höchst, der diesen seit dem 19. Jahrhundert verwendeten Namen dem Umstand verdankt der höchste Berg im früheren Unterlahnkreis gewesen zu sein. Zuvor hieß der Berg Hirtzberg. Am Osthang des Höchst liegt die Ortschaft Hirschberg.

## Geschichte
Hirschberg geht wahrscheinlich auf eine Gründung in fränkischer Zeit zurück. Die erste urkundliche Erwähnung datiert nach neuesten Erkenntnissen auf das Jahr 1336, zuvor war die älteste bekannte urkundliche Erwähnung aus dem Jahre 1395. Hirschberg gehörte seit seinen Anfängen zum Herrschaftsgebiet der Grafschaft Diez. Ab 1806 war der Ort Teil des Herzogtums Nassau, das 1866 von Preußen annektiert wurde. Seit 1946 ist der Ort Teil des Landes Rheinland-Pfalz.
Der Name ist dem Wildreichtum in dem damals sehr waldreichen Gebiet um den Berg Höchst zu verdanken.
1834 wurde in Hirschberg eine Volksschule gebaut. Schulunterricht fand zuvor seit etwa 1700 in Wohnhäusern statt. Zwischen 1827 und 1834 wurde der Gemeindesaal als Schule genutzt. Das Schulgebäude aus dem Jahr 1834 wurde 1928 durch ein neues Schulgebäude ersetzt, in dem bis 1969 unterrichtet wurde. Seit 1969 gehört Hirschberg zum Einzugsgebiet der Esterauschule in Holzappel.
Die Einwohnerschaft entwickelte sich im 19. und 20. Jahrhundert wie folgt: 1843: 191 Einwohner, 1927: 281 Einwohner, 1964: 295 Einwohner.

## Religion
Hirschberg ist der römisch-katholischen Gemeinde St. Bonifatius in Holzappel zugeordnet und gehört mit ihr zum Pastoralen Raum Diez, welcher selbst wiederum dem Bezirk Limburg im Bistum Limburg eingegliedert ist.
Auf evangelischer Seite ist der Ort der Kirchengemeinde Langenscheid-Hirschberg im Dekanat Nassauer Land in der Propstei Rheinhessen-Nassauer Land der Evangelischen Kirche in Hessen und Nassau (EKHN) zugehörig und zählt etwa 300 Einwohner evangelischen Bekenntnisses.

## Politik

### Gemeinderat
Der Gemeinderat in Hirschberg besteht aus acht Ratsmitgliedern, die bei der Kommunalwahl am 9. Juni 2024 in einer Mehrheitswahl gewählt wurden, und dem ehrenamtlichen Ortsbürgermeister als Vorsitzendem.

### Bürgermeister
Axel Schlau wurde am 22. Juli 2024 Ortsbürgermeister von Hirschberg. Bei der Direktwahl am 9. Juni 2024 war er als einziger Kandidat angetreten und wurde mit einem Stimmenanteil von 65,0 % gewählt. Er ist damit Nachfolger von Birgit Rutenbeck, die das Amt fünf Jahre ausgeübt hatte.

## Kultur und Sehenswürdigkeiten
Die älteste Kapelle in Hirschberg wurde 1400 erbaut. Diese Kapelle aus dem 14. Jahrhundert wurde 1871 abgerissen, da sie baufällig geworden war, und 1892 durch den Neubau einer evangelischen Kirche im neugotischen Stil ersetzt. Entworfen wurde sie vom Architekten Ludwig Hofmann. Eine der Glocken datiert auf das Jahr 1409 und stammt somit aus der Anfangszeit der 1400 erbauten Kapelle.
Siehe auch: Liste der Kulturdenkmäler in Hirschberg

## Wirtschaft und Infrastruktur
Hirschberg ist heute eine Wohngemeinde. Wirtschaftlich von Bedeutung ist der Fremdenverkehr.

### Verkehr
Die B 417 verläuft von Nassau im Süden nach Diez und Limburg an der Lahn im Osten. Die Landesstraße 317 zweigt in Hirschberg von der B 417 ab und verläuft nach Norden. Die Lahn-Ferien-Straße verläuft von Süden nach Norden  auf der B 417 und L 317 durch Hirschberg. Die nächstgelegene Autobahnanschlussstelle ist Diez an der A 3 4 km nördlich von Hirschberg.
Hirschberg ist mit der Buslinie 540 des Verkehrsverbundes Rhein-Mosel direkt an Diez und Limburg an der Lahn angebunden.
Die nächstgelegenen ICE-Fernbahnhöfe sind die Bahnhöfe Montabaur und Limburg Süd.